# كابروني كا.113
كابروني كا.113 (بالإنجليزية: Caproni Ca.113)‏ هي طائرةٌ إيطاليَّة، صنعتها شركة كابروني للطائرات، وكان أول تحليقٍ لها في 1931.